# اچ‌ام‌اس فانتوم (۱۸۱۰)

یک از نقشه اچ ام اس فانتوم (۱۸۱۰)

اچ‌ام‌اس فانتوم (۱۸۱۰) (به انگلیسی: HMS Fantome (1810)) یک کشتی بود که طول آن ۹۴ فوت ۱ اینچ (۲۸٫۷ متر) بود.